# Python (gênero)
Python é um gênero de répteis da família Pythonidae. Pode ser encontrado na Ásia e África. Popularmente são denominadas de pitão (português europeu) ou píton (português brasileiro). Nenhuma das serpentes desta família possui dentes inoculadores de veneno, porém possuem presas afiadas curvadas para dentro para agarrar sua presa. Os pítons variam de 4,5 a 6 metros de comprimento.
O pitão é retratado em diversos filmes como sendo "gigante e sedenta por sangue". Isso não acontece na realidade.

## Lista de espécies
| Espécies       | Taxonomista       | Subsp. | Nome popular     | Abrangência geográfica |
| -------------- | ----------------- | ------ | ---------------- | --- |
| P. anchietae   | Bocage, 1887      | 0      | Píton-angolana   | África: no sudeste de Angola e no nordeste da Namíbia. |
| P. curtus      | Schlegel, 1872    | 2      |                  | Sudeste da Ásia: no sudeste da Tailândia. |
| P. molurusT    | (Linnaeus, 1758)  | 1      | Píton-indiana    | Paquistão, Índia, Sri Lanka, sudeste do Nepal, Bangladesh, Myanmar, sudeste da China, (Sichuan e Yunnan, Hainan, Hong Kong), Tailândia, Laos, Vietnã, Cambodja, Península da Malásia e Indonésia (Java, Sumbawa, Sulawesi). |
| P. regius      | (Shaw, 1802)      | 0      | Píton-real       | Senegal, Mali, Guiné-Bissau, Guiné, Serra Leoa, Libéria, Costa do Marfim, Gana, Benin, Níger e Nigéria, Chade, Sudão e Uganda.                                                                                              |
| P. reticulatus | (Schneider, 1801) | 0      | Píton-reticulada | Sudeste da Ásia |
| P. sebae       | (Gmelin, 1788)    | 1      | Píton-africana   | África |
| P. timoriensis | (Peters, 1876)    | 0      |                  | Indonésia |